# Да бъдеш или да не бъдеш (филм, 1942)
Вижте пояснителната страница за други значения на Да бъдеш или да не бъдеш.
„Да бъдеш или да не бъдеш“ (на английски: To Be or Not to Be) е американски филм от 1942 година, комедия на режисьора Ернст Любич по сценарий на Едуин Джъстъс Мейър, базиран на едноименен разказ на Мелхиор Лендел.
В центъра на сюжета е театрална трупа в окупираната от германците през Втората световна война Варшава, която е въвлечена в шпионски интриги и членовете ѝ трябва да използват актьорските си умения, за да се представят за висши германски функционери. Главните роли се изпълняват от Карол Ломбард, Джак Бени, Робърт Стак, Стенли Риджес, Зиг Руман.
За работата си по „Да бъдеш или да не бъдеш“ композиторът Вернер Хайман е номиниран за „Оскар“ за най-добра музика. Филмът е последният за Карол Ломбард, която загива в самолетна катастрофа малко преди премиерата му.